# 碳酸钴
碳酸钴（化学式：CoCO3）是钴(Ⅱ)的碳酸盐。

## 性质
红色单斜晶系结晶或粉末。几乎不溶于水、醇、乙酸甲酯和氨水，可溶于酸，但不与冷的浓盐酸或浓硝酸作用。400°C 以上开始分解，放出二氧化碳。六水合物在 140°C 脱水可得无水物，在真空中加热至 350°C 得到一氧化钴，在空气中灼烧因会被氧气氧化而得到三氧化二钴。
碳酸钴在自然界出现为菱钴矿。

## 制取
硫酸钴溶液与碳酸氢钠反应生成碳酸钴沉淀，经漂洗、离心分离、烘干得到碳酸钴成品。
{\displaystyle {\rm {\ CoSO_{4}+NaHCO_{3}\rightarrow CoCO_{3}\downarrow +2Na_{2}SO_{4}+CO_{2}\uparrow }}}
二氧化碳气氛中，令碱金属碳酸氢盐溶液与钴(Ⅱ)盐水溶液作用，可沉淀出紫红色的六水合物，而未用二氧化碳气氛时则沉淀出碱式碳酸盐。

## 用途
用作生产其他钴化合物的原料。陶瓷工业中用作着色剂，采矿业中用作选矿剂，农业上用作微量元素肥料，分析化学中用作分析试剂，有机工业中用于制造催化剂、伪装涂料。